# Великобудковский сельский совет (Недригайловский район)
Великобудковский сельский совет (укр. Великобудківська сільська рада) — входит в состав
Недригайловского района
Сумской области
Украины.
Административный центр сельского совета находится в 
с. Великие Будки
.

## Населённые пункты совета
- с. Великие Будки